# Archeologia procesualna
Archeologia procesualna (Nowa Archeologia) - orientacja badawcza we współczesnej archeologii, szczególnie twórcza i aktywna w latach 60., 70. i 80. XX w.
Funkcjonalizm i neoewolucjonizm doprowadziły do powstania niezwykle ważnego nurtu teoretycznego czy orientacji badawczej w archeologii, zwanej „Nową Archeologią” lub "archeologią procesualną".
Początek Nowej Archeologii wiąże się z osobą Lewisa Roberta Binforda, który zarysował nowy program teoretyczny w 1962 r. w artykule Archaeology as anthropology, opublikowanym w periodyku "American Anthropologist".
Binford stwierdził, że archeologia może osiągnąć taki sam cel jak antropologia – zrozumienie funkcjonowania systemów społeczno-kulturowych (optymizm poznawczy). Binford nawiązał do myśli Lesliego White'a (którego był studentem), twierdząc, że obserwowane przez archeologów źródła (odnoszące się przede wszystkim do podsystemu technologicznego) pozwalają zrekonstruować całość systemu społeczno-kulturowego.
Nawiązał także do koncepcji Grahame’a Clarke’a i Juliana Stewarda, uważając kulturę za sposób adaptacji do środowiska. Zmianę kulturową widział jako zapoczątkowaną przez czynniki zewnętrzne, pozakulturowe, przede wszystkim o charakterze ekologicznym.
W Anglii twórcą podobnego nurtu teoretycznego był David Clarke, autor słynnej książki Analytical archaeology (1968).
Najważniejsze cechy „nowej archeologii”:
- optymizm poznawczy (tzw. przesłanka pompejańska - każde stanowisko archeologiczne, tak jak Pompeje - jest zatrzymanym w ruchu, skamieniałym systemem społeczno-kulturowym), poznanie przeszłości jest w związku z tym kwestią zastosowania odpowiednich metod badawczych;
- nacisk na wyjaśnianie procesów i zjawisk (dedukcja logiczna, wyjaśnianie przez odwołanie się do praw ogólnych, argumentacja logiczna, tworzenie hipotez badawczych, zastosowanie statystyki matematycznej, metod komputerowych), a nie tylko na ich opis,
- podejście systemowe,
- analiza procesów zmian, powodowanych przez czynniki ekologiczne, demograficzne i ekonomiczne,
- próba znalezienia uniwersalnych praw rządzących ludzkim zachowaniem,
- budowa modeli
- prowadzenie badań zorientowanych na rozwiązanie jakiegoś problemu

W połowie lat 80. wskutek krytyki wychodzącej z różnych założeń, pojawiła się nowa orientacja badawcza w archeologii, zwana "archeologią postprocesualną"